# حارة بيت الحمزي (صنعاء همدان)
حارة بيت الحمزي هي إحدى حارات حي الربع بضواحي صنعاء مديرية همدان، بلغ تعداد سكانها 250 نسمة حسب تعداد اليمن لعام 2004.